# Gian lận hoàn trả
Gian lận hoàn trả là hành động lừa gạt một cửa hàng bán lẻ thông qua quá trình hoàn trả. Có nhiều cách khác nhau để hàng vi tội phạm này được thực hiện, ví dụ: người phạm tội có thể trả lại hàng hóa bị đánh cắp để bảo đảm tiền mặt, hoặc ăn cắp biên lai hoặc băng nhận để cho phép trả lại giả, hoặc sử dụng biên lai của người khác để cố gắng trả lại một mặt hàng nhặt được từ kệ của cửa hàng. Gian lận hoàn trả là một hình thức " gian lận thân thiện " khi ai đó mua sản phẩm mà không có ý định giữ chúng. Có lẽ hình thức nổi tiếng nhất của sự lạm dụng này là "xáo trộn" hoặc "cho thuê miễn phí" - trong đó người này mua hàng, sử dụng (các) sản phẩm và sau đó trả lại hàng hóa.
Ngành bán lẻ gặp phải một vấn đề gian lận và lạm dụng đáng kể, gây thất thoát 50 tỷ đô la mỗi năm. Một báo cáo năm 2015 do NRF công bố cho biết tổng lợi nhuận hàng hóa chiếm hơn 260,5 tỷ đô la doanh thu bị mất cho các nhà bán lẻ Hoa Kỳ trong năm 2015.
Vấn đề gian lận bán lẻ đã khiến các nhà bán lẻ tăng giá cho người mua sắm để bù đắp và thu hồi các khoản lỗ phát sinh từ lợi nhuận gian lận. Ngoài ra, nhiều cửa hàng đã tạo ra các chính sách hoàn trả chặt chẽ hơn như "không nhận, không trả lại" hoặc áp đặt các giới hạn thời gian trả lại như giới hạn 30 ngày đối với tất cả các khoản hoàn trả ảnh hưởng đến tất cả người mua hàng.
Một tỷ lệ nhất định của hàng hóa trả lại phải được đánh dấu hoặc loại bỏ để bán sản phẩm. Sau khi được trả lại, ví dụ, quần áo ngoài mùa có thể phải được đặt trên giá bán. Hoặc các nhà bán lẻ có thể bị buộc phải loại bỏ các mặt hàng như đồ lót bị trả lại vì lý do vệ sinh hoặc sức khỏe.

## Các loại hình
Một số ví dụ về các vấn đề gian lận và lạm dụng hoàn trả bao gồm:
- Xáo trộn hoặc cho thuê: Mua hàng hóa để sử dụng trong thời gian ngắn với mục đích trả lại vật phẩm, chẳng hạn như một chiếc váy cho một dịp đặc biệt, một máy quay video cho lễ tốt nghiệp và đám cưới hoặc một TV màn hình lớn cho Super Bowl.[3]
- Trả lại hàng hóa bị đánh cắp: Mua sắm với mục tiêu trả lại (các) mặt hàng với giá đầy đủ, cộng với bất kỳ thuế bán hàng.
- Gian lận biên lai: Sử dụng các hóa đơn tái sử dụng, bị đánh cắp hoặc làm sai lệch để trả lại hàng hóa để kiếm lợi nhuận. Ngoài ra, trả lại hàng hóa mua khi bán hoặc từ một cửa hàng khác với giá thấp hơn với mục đích thu lợi nhuận từ sự khác biệt.
- e-nhận gian lận: Bằng cách sử dụng e-biên lai ban hành khi mua hàng trực tuyến, nhưng trở về chúng trong cửa hàng, để trở về hàng hóa để kiếm lời. Một biến thể của gian lận hóa đơn bằng cách sử dụng hóa đơn điện tử.
- Gian lận nhân viên: Hỗ trợ từ nhân viên để trả lại hàng ăn cắp với giá bán lẻ đầy đủ.
- Chuyển đổi giá: Đặt nhãn có giá cao hơn cho hàng hóa với ý định trả lại (các) mặt hàng với giá cao hơn so với mua.
- Chênh lệch giá: Mua hàng hóa có giá khác nhau, nhưng hàng hóa tương tự và trả lại mặt hàng rẻ hơn là hàng đắt tiền.
- Chuyển đổi gian lận: Mua một mặt hàng đang hoạt động và trả lại một mặt hàng giống hệt bị hư hỏng hoặc bị lỗi đã được sở hữu.
- Bricking: Mua một mặt hàng điện tử đang hoạt động và cố tình làm hỏng hoặc tước nó khỏi các thành phần có giá trị để khiến nó không sử dụng được, sau đó trả lại vật phẩm để kiếm lợi nhuận.
- Trả lại cho nhà bán lẻ chéo: Trả lại hoặc trao đổi một mặt hàng đã mua tại một nhà bán lẻ khác (thường ở mức giá thấp hơn) để lấy tiền mặt, tín dụng cửa hàng hoặc một mặt hàng tương tự, có giá cao hơn tại một nhà bán lẻ khác.

Chính sách hoàn trả đã từng là lịch sử phục vụ như một cách chính để các nhà bán lẻ chống lại gian lận và lạm dụng; thách thức là giữ cho các chính sách không bị hạn chế quá mức và/hoặc diễn giải không nhất quán, cả hai điều này có thể làm nản lòng khách hàng trung thành và ảnh hưởng đến việc mua hàng. Một cách riêng biệt, các giải pháp tự động cũng đã được phát triển để giúp chống gian lận và gian lận hoàn trả, bao gồm các chương trình phần mềm phát hiện hành vi đó và giúp các nhà bán lẻ xác định xem việc trả lại có hợp lệ hay không. Các chương trình phần mềm này cho phép các nhà bán lẻ duy trì mức giá hợp lý cho người tiêu dùng, duy trì các chính sách hoàn trả khoan hồng cho khách hàng tốt của họ và cung cấp dịch vụ khách hàng tốt hơn và phù hợp hơn. Giảm lợi nhuận gian lận và lạm dụng giúp tình hình tài chính của nhà bán lẻ bằng cách giảm chi phí, bảo toàn doanh thu thuần, giảm thu hẹp, trong khi vẫn cung cấp dịch vụ tốt hơn cho người mua hàng của họ.